# Olivier Hanlan
Olivier Hanlan (Gatineau, 15 febbraio 1993) è un cestista canadese.

## Carriera
È stato selezionato dagli Utah Jazz al secondo giro del Draft NBA 2015 (42ª scelta assoluta).
Con il Canada ha disputato i Campionati americani del 2017.
Dopo i primi passi mossi nel suo Paese natale, approda negli Stati Uniti disputando una stagione alla New Hampton Prep School per poi mettersi definitivamente in mostra a Boston College conquistando alla prima annata il titolo di ACC rookie of the year. Scelto al secondo giro del Draft NBA 2015 da parte degli Utah Jazz, non debutterà però in NBA trasferendosi per due stagioni nel Vecchio Continente: prima allo Zalgiris con coi partecipa all'Euroleague e conquista un titolo nazionale, quindi nella stagione successiva a Le Mans in Basketball Champions League. Nella stagione 2017-2018 è campione G-League con gli Austin Spurs mettendo a referto 14.3 punti di media. Nel 2018-2019 disputa la FIBA Europe Cup con Bonn, mentre dal 2019 approda in Grecia per due stagioni al GS Iraklis Salonicco (16.3 punti, 3.6 rimbalzi e 3.5 assist nella prima, 13.6 punti, 3.0 rimbalzi e 2.8 assist nella seconda con però ben 19.8 punti di media in FIBA Europe Cup), esperienza intervallata da 8 partite in CEBL agli Ottawa Blackjacks. Nel 2021 passa all'Aris ed i suoi notevoli numeri nel campionato greco (20.8 punti, 3.5 rimbalzi e 2.9 assist) gli valgono la chiamata del Valencia in ACB. Nel 2022 inizia la stagione in Cina al Tianjin Ronggang Pioneers prima di passare al Gaziantep. Con il club turco disputa 9 gare di FIBA Europe Cup a 16.8 punti tirando con il 57.8% da tre. Membro della Nazionale Canadese, nel 2010 ha disputato un Mondiale Under-17 conquistando un terzo posto finale, mentre nel 2011 era nel team Under-19 del Mondiale di categoria.
Il 28 luglio 2023 la Pallacanestro Varese comunica di aver raggiunto un accordo ingaggiando l'atleta nativo di Gatineau, per la stagione 2023/2024, di cui diventa capitano, succedendo a Giancarlo Ferrero capitano di Varese per ben 6 anni.
Il 22 febbraio 2024 a fronte di una trattativa lampo, punta i piedi con la società prealpina chiedendo la cessione per accettare l'offerta monstre del club russo del CSKA Mosca, offerta inizialmente respinta fermamente dal club di Piazza Gramsci, ma dopo l'insistenza del giocatore, la società di Luis Scola lascia partire l'atleta ex Zalgiris dopo appena 8 mesi, preferendo non trattenere un giocatore scontento.
La Pallacanestro Varese riceverà dal club russo un sostanzioso buyout, si parla di 230.000 € circa per liberare il proprio capitano.
Per lui in Russia un ricco contratto da circa 180.000 dollari fino al 30 giugno 2024.
La guardia canadese lascia così la LBA a fronte della ricchissima offerta del CSKA Mosca visto l'investimento fra buyout ed ingaggio, volando così in Russia a stagione in corso, dopo un brillante esordio nel campionato italiano a livello di statistiche personali.
Il 1º Marzo 2024 viene ufficializzata la risoluzione consensuale fra il canadese e la Pallacanestro Varese e contestualmente l'approdo in Russia da parte del CSKA Mosca.

## Statistiche

### College
| Anno      | Squadra          | PG | PT | MP   | TC%  | 3P%  | TL%  | RP  | AP  | PRP | SP  | PP   |
| --------- | ---------------- | -- | -- | ---- | ---- | ---- | ---- | --- | --- | --- | --- | ---- |
| 2012-2013 | Boston C. Eagles | 33 | 33 | 34,2 | 45,9 | 39,4 | 75,0 | 4,2 | 2,3 | 1,2 | 0,1 | 15,5 |
| 2013-2014 | Boston C. Eagles | 32 | 31 | 36,3 | 44,7 | 34,7 | 81,1 | 3,4 | 2,9 | 0,8 | 0,1 | 18,5 |
| 2014-2015 | Boston C. Eagles | 32 | 31 | 37,6 | 45,4 | 35,3 | 75,9 | 4,2 | 4,2 | 1,3 | 0,0 | 19,5 |
| Carriera  | Carriera         | 97 | 95 | 36,0 | 45,3 | 36,1 | 77,8 | 3,9 | 3,1 | 1,1 | 0,1 | 17,8 |

### G-League
| Anno      | Squadra      | PG | PT | MP   | TC%  | 3P%  | TL%  | RP  | AP  | PRP | SP  | PP   |
| --------- | ------------ | -- | -- | ---- | ---- | ---- | ---- | --- | --- | --- | --- | ---- |
| 2017-2018 | Austin Spurs | 44 | 30 | 30,6 | 45,7 | 36,8 | 80,2 | 2,8 | 2,6 | 0,7 | 0,1 | 14,7 |
| Carriera  | Carriera     | 44 | 30 | 30,6 | 45,7 | 36,8 | 80,2 | 2,8 | 2,6 | 0,7 | 0,1 | 14,7 |

### LBA

#### Regular Season
| Anno      | Squadra      | PG | PT | MP   | TC%  | 3P%  | TL%  | RP  | AP  | PRP | SP  | PP   |
| --------- | ------------ | -- | -- | ---- | ---- | ---- | ---- | --- | --- | --- | --- | ---- |
| 2023-2024 | Pall. Varese | 20 | 20 | 29,2 | 44,4 | 39,4 | 83,2 | 4,0 | 4,3 | 0,4 | 0,1 | 18,7 |
| Carriera  | Carriera     | 20 | 20 | 29,2 | 44,4 | 39,4 | 83,2 | 4,0 | 4,3 | 0,4 | 0,1 | 18,7 |

### Eurolega
| Anno      | Squadra         | PG | PT | MP   | TC%  | 3P%  | TL%  | RP  | AP  | PRP | SP  | PP  |
| --------- | --------------- | -- | -- | ---- | ---- | ---- | ---- | --- | --- | --- | --- | --- |
| 2015-2016 | Žalgiris Kaunas | 24 | 3  | 21,1 | 37,6 | 35,9 | 71,1 | 2,3 | 1,7 | 0,7 | 0,0 | 8,0 |
| Carriera  | Carriera        | 24 | 3  | 21,1 | 37,6 | 35,9 | 71,1 | 2,3 | 1,7 | 0,7 | 0,0 | 8,0 |

### Eurocup
| Anno      | Squadra      | PG | PT | MP   | TC%  | 3P%  | TL%  | RP  | AP  | PRP | SP  | PP  |
| --------- | ------------ | -- | -- | ---- | ---- | ---- | ---- | --- | --- | --- | --- | --- |
| 2024-2025 | Türk Telekom | 20 | 6  | 20,0 | 37,1 | 25,8 | 89,1 | 2,6 | 2,8 | 0,4 | 0,2 | 8,6 |
| Carriera  | Carriera     | 20 | 6  | 20,0 | 37,1 | 25,8 | 89,1 | 2,6 | 2,8 | 0,4 | 0,2 | 8,6 |

## Palmarès
- Campionato lituano: 1

Žalgiris Kaunas: 2015-16
- NBA D-League: 1

Austin Toros: 2017-18
- VTB United League: 1

CSKA Mosca: 2023-24